# Joachim Büchner (Leichtathlet)

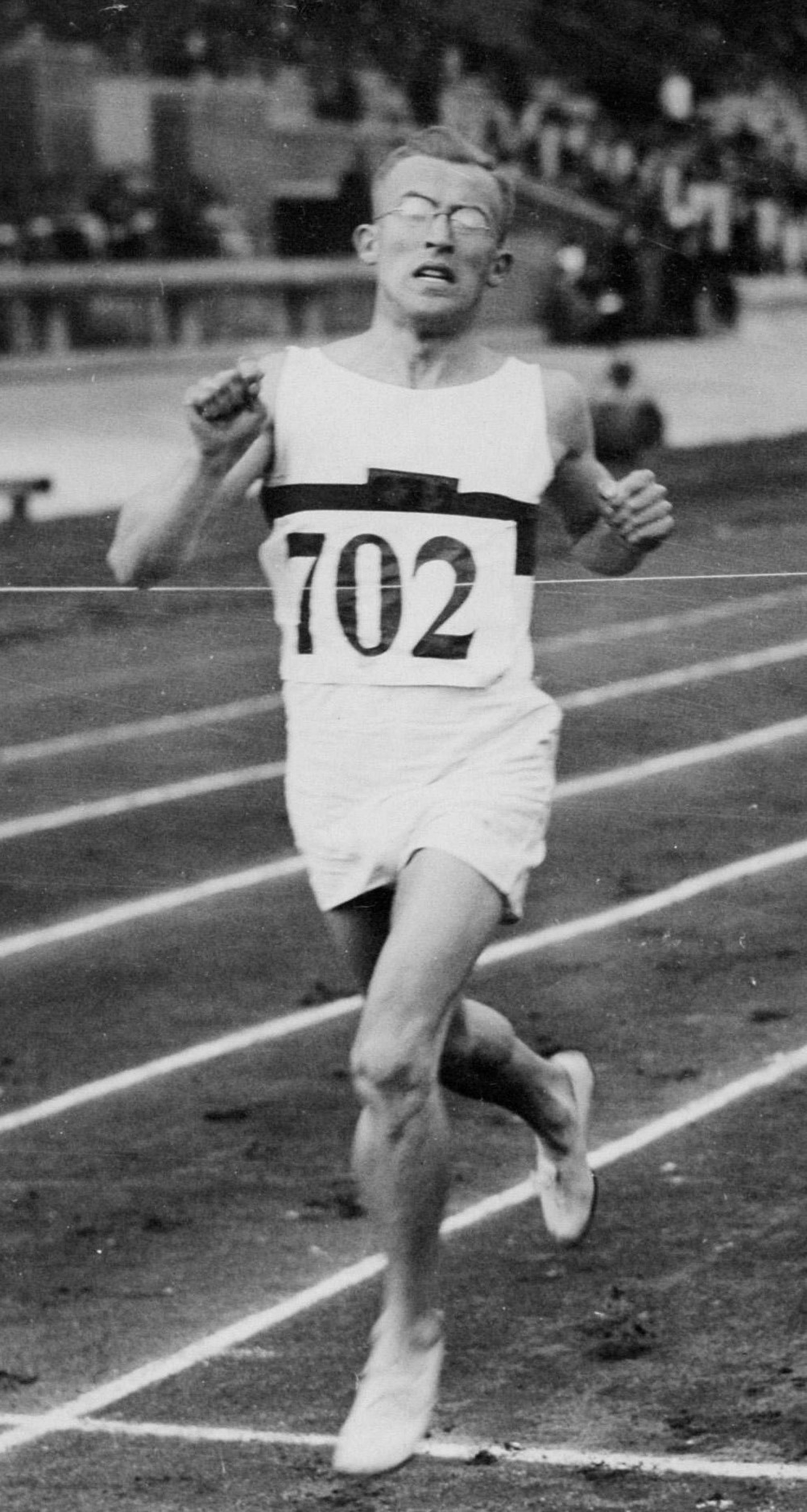
Joachim Büchner, 1928

Joachim Büchner (* 8. April 1905 in Altenburg; † 22. Februar 1978 in Leverkusen) war ein deutscher Leichtathlet, der bei den Olympischen Spielen 1928 in Amsterdam die Bronzemedaille im 400-Meter-Lauf gewann.
Er startete außerdem bei den Olympischen Spielen 1932 in Los Angeles im 400-Meter-Lauf (Sechster im Semifinale; ausgeschieden) sowie mit der deutschen 4-mal-400-Meter-Staffel (4. Platz im Endlauf).
Am 1. September 1927 stellte er in Magdeburg über 400 Meter einen deutschen Rekord auf (48,2 s) und verbesserte ihn ein Jahr später am 2. September 1928 in Berlin nochmals um 0,6 Sekunden auf 47,8 s. Er war damit der erste Deutsche unter 48 Sekunden im 400-Meter-Lauf. Dieser Rekord wurde erst neun Jahre später von Rudolf Harbig gebrochen.
Joachim Büchner startete für Viktoria 96 Magdeburg. Von 1927 bis 1929 war er dreimal Deutscher Meister über 400 Meter, 1931 und 1932 war er Vizemeister hinter Adolf Metzner. In seiner aktiven Zeit war er 1,76 m groß und wog 74 kg.
Er besuchte die Kunstakademie Leipzig. Nach dem Zweiten Weltkrieg lebte er in der Leverkusener Waldsiedlung in Schlebusch, wo er sich bereits vor dem Krieg mit seiner Familie niedergelassen hatte. Er war als Werbefachmann tätig.